# Ескадрені міноносці типу «Трайбл»
Не варто плутати з ескадреними міноносцями типу «Трайбл» 1905 року
Ескадрені міноносці типу «Трайбл» (1936) (англ. Tribal-class destroyer (1936)) — клас військових кораблів з 27 ескадрених міноносців, що випускалися британськими суднобудівельними компаніями з 1938 по 1945 роки. Ескадрені міноносці цього типу входили до складу Королівського військово-морського флоту Великої Британії, Австралії та Канади та знайшли широкого застосування за часів Другої світової та Корейської війн. У морських боях та битвах було втрачено 13 кораблів цього типу.
Споконвічно військові кораблі цього класу розроблялися як легкі крейсери, однак через низку проблем, вони були перетворені на швидкісні, потужні есмінці з потужною корабельною артилерією, на відміну від попередніх есмінців, де переважала торпедна зброя. Водотоннажність есмінців типу «Трайбл» становила до 2 500 тонн, коли звичайні британські есмінці мали порядку 1 300 тонн. Есмінці були своєрідною відповіддю британців на кораблі цих типів, що будувалися Японією, Італією та нацистською Німеччиною.
У 21 столітті залишається лише один ескадрений міноносець типу «Трайбл»: «Хаїда», який є кораблем-музеєм у канадському місті Гамільтон в Онтаріо.

## Ескадрені міноносці типу «Трайбл»

### Королівський військово-морський флот Великої Британії
| Корабель   | Номер вимпелу | Виготовлювач                                           | Закладено         | Спущено          | У строю         | Статус |
| ---------- | ------------- | ------------------------------------------------------ | ----------------- | ---------------- | --------------- | --- |
| «Афріді»   | F07           | Vickers-Armstrongs, Ньюкасл-апон-Тайн                  | 9 червня 1936     | 8 червня 1937    | 3 травня 1938   | 3 травня 1940 року потоплений німецькими пікіруючими бомбардувальниками Ju 87 під час Норвезької операції поблизу острову Намсус |
| «Ашанті»   | F51           | William Denny and Brothers, Дамбартон                  | 23 листопада 1936 | 5 листопада 1937 | 21 грудня 1938  | 12 квітня 1949 року проданий на брухn |
| «Бедуїн»   | F67           | William Denny and Brothers, Дамбартон                  | січень 1937       | 21 грудня 1937   | 15 березня 1939 | 15 червня 1942 року потоплений італійськими торпедоносцями SM.79, після того, як отримав важкі пошкодження в бою з італійськими легкими крейсерами «Раймондо Монтекукколі» та «Еудженіо ді Савойя» південніше острову Пантеллерія (Середземне море) в операції «Гарпун» |
| «Козак»    | F03           | Vickers-Armstrongs, Ньюкасл-апон-Тайн                  | 9 червня 1936     | 8 червня 1937    | 7 червня 1938   | 24 жовтня 1941 року потоплений німецьким підводним човном U-563 західніше Гібралтару |
| «Ескімо»   | F75           | Vickers-Armstrongs, Ньюкасл-апон-Тайн                  | 5 серпня 1936     | 3 вересня 1937   | 30 грудня 1938  | 27 червня 1949 року проданий на брухn |
| «Гуркха»   | F20           | Fairfield Shipbuilding and Engineering Company, Говань | 6 липня 1936      | 7 липня 1937     | 21 жовтня 1938  | 9 квітня 1940 року потоплений німецькими пікіруючими бомбардувальниками He 111 і Ju 88 зі складу KG 26 та KG 30 під час Норвезької операції поблизу Ставангера |
| «Маорі»    | F24           | Fairfield Shipbuilding and Engineering Company, Глазго | 6 червня 1936     | 2 вересня 1937   | 2 січня 1939    | 12 лютого 1942 року потоплений німецькими пікіруючими бомбардувальниками Ju 88 у Великій гавані |
| «Машона»   | F59           | Vickers-Armstrongs, Ньюкасл-апон-Тайн                  | 5 серпня 1936     | 3 вересня 1937   | 28 березня 1938 | 28 травня 1941 року потоплений німецькою авіацією під час переслідування лінкора «Бісмарк» південно-західніше Ірландії |
| «Матабеле» | F26           | Scotts Shipbuilding and Engineering Company, Грінок    | 1 жовтня 1936     | 5 жовтня 1937    | 25 січня 1939   | 17 січня 1942 року потоплений німецьким підводним човном U-454 у Баренцевому морі під час супроводження конвою PQ 8 |
| «Могаук»   | F31           | John I. Thornycroft & Company, Саутгемптон             | 16 липня 1936     | 15 жовтня 1937   | 7 вересня 1938  | 16 квітня 1941 року потоплений італійським есмінцем «Луча Таріго» |
| «Нубіан»   | F36           | John I. Thornycroft & Company, Саутгемптон             | 10 серпня 1936    | 21 грудня 1937   | 6 грудня 1938   | 11 червня 1949 року проданий на злам |
| «Панджабі» | F21           | Scotts Shipbuilding and Engineering Company, Грінок    | 1 жовтня 1936     | 18 грудня 1937   | 29 березня 1939 | загинув у наслідок зіткнення з лінкором «Король Георг V» в Атлантичному океані східніше Ісландії під час супроводження конвою PQ 15 1 травня 1942 |
| «Сикх»     | F82           | Alexander Stephen and Sons, Глазго                     | 24 вересня 1936   | 17 грудня 1937   | 12 жовтня 1938  | знищений вогнем берегової артилерії поблизу Тобруку 14 вересня 1942 |
| «Сомалі»   | F33           | Swan Hunter, Тайн-енд-Вір                              | 26 серпня 1936    | 24 серпня 1937   | 18 грудня 1938  | торпедований німецьким підводним човном U-703 у Гренландському морі під час супроводження конвою QP 14; затонув у ході буксування 20 вересня 1942 |
| «Тартар»   | F43           | Swan Hunter, Тайн-енд-Вір                              | 26 серпня 1936    | 21 жовтня 1937   | 10 березня 1939 | 6 січня 1948 року проданий на брухт |
| «Зулу»     | F18           | Alexander Stephen and Sons, Глазго                     | 10 серпня 1936    | 23 вересня 1937  | 7 вересня 1938  | 14 вересня 1942 року потоплений італійськими винищувачами-бомбардувальниками C.200 біля Тобруку |

### Королівський австралійський військово-морський флот
| Корабель     | Номер вимпелу | Виготовлювач              | Закладено         | Спущено           | У строю           | Статус                      |
| ------------ | ------------- | ------------------------- | ----------------- | ----------------- | ----------------- | --------------------------- |
| «Арунта»     | I30           | Cockatoo Dockyard, Сідней | 15 листопада 1939 | 30 листопада 1940 | 30 квітня 1942    | 1969 році проданий на брухт |
| «Батаан»     | I91           | Cockatoo Dockyard, Сідней | 18 лютого 1942    | 15 січня 1944     | 25 травня 1945    | 1958 році проданий на брухт |
| «Варрамунга» | I44           | Cockatoo Dockyard, Сідней | 10 лютого 1940    | 2 лютого 1942     | 23 листопада 1942 | 1963 році проданий на брухт |

### Королівський військово-морський флот Канади
| Корабель    | Номер вимпелу | Виготовлювач                          | Закладено       | Спущено           | У строю         | Статус                                                           |
| ----------- | ------------- | ------------------------------------- | --------------- | ----------------- | --------------- | ---------------------------------------------------------------- |
| «Ірокеу»    | G89           | Vickers-Armstrongs, Ньюкасл-апон-Тайн | 19 вересня 1940 | 23 вересня 1941   | 10 грудня 1942  | 1966 році проданий на брухт                                      |
| «Атабаскан» | G07           | Vickers-Armstrongs, Ньюкасл-апон-Тайн | 31 жовтня 1940  | 18 листопада 1941 | 3 лютого 1943   | торпедований німецьким міноносцем T-24 у Ла-Манші 29 квітня 1944 |
| «Гурон»     | G24           | Vickers-Armstrongs, Ньюкасл-апон-Тайн | 15 липня 1941   | 25 червня 1942    | 28 липня 1943   | 1965 році проданий на брухт                                      |
| «Хаїда»     | G63           | Vickers-Armstrongs, Ньюкасл-апон-Тайн | 29 вересня 1941 | 25 серпня 1942    | 18 вересня 1943 | збережений як корабель-музей, Гамільтон, Канада, з 1964          |
| «Мікмак»    | R10           | Halifax Shipyard, Галіфакс            | 20 травня 1942  | 18 вересня 1943   | 14 вересня 1945 | 1964 році проданий на брухт                                      |
| «Нутка»     | R96           | Halifax Shipyard, Галіфакс            | 20 травня 1942  | 26 квітня 1944    | 9 серпня 1946   | 1964 році проданий на брухт                                      |
| «Кайюга»    | R04           | Halifax Shipyard, Галіфакс            | 7 жовтня 1943   | 28 липня 1945     | 20 жовтня 1947  | 1964 році проданий на брухт                                      |
| «Атабаскан» | R79           | Halifax Shipyard, Галіфакс            | 15 травня 1944  | 4 травня 1945     | 12 січня 1947   | 1969 році проданий на брухт                                      |